# Port Management
Port Management bzw. Hafenmanagement beschreibt die Verwaltung der Häfen. Ziel ist es meist, mit einer schlanken Struktur flexible Umschlags- und Logistiklösungen für die Kunden anzubieten. Die Umsetzung erfolgt meist in den „Port Authorities“ (Hafenbehörden). Ein Beispiel für eine Hafenbehörde eines deutschen Seehafens ist die Hamburg Port Authority.
Große Häfen müssen mit einer Reihe von unterschiedlichen Aktivitäten und Aufgaben zurechtkommen, die Schiffsbewegungen, verschiedene Ladungstypen, das Be- und Entladen, das Zollwesen sowie das Personalwesen, Verankerungs- und Vertäuvorgänge, Lager- und Liegeplätze und weitere beinhalten.
Eine effiziente Verwaltung eines Hafens umfasst die Leitung der Ressourcen, die Aufsicht der Finanzströme der Beteiligten und die Weiterentwicklung aufgrund von Management-Informationen.

## Konzepte, Umsetzung und Entwicklung in Deutschland
Die HPA (Hamburg Port Authority) hat in Kooperation mit der TU Hamburg-Harburg eine Fördervereinbarung zur Errichtung einer Juniorprofessur beschlossen. Ziel ist die Förderung der Lehre, Forschung und wissenschaftlichen Weiterbildung im Bereich „smartPORT“, was für ein intelligentes Hafenmanagement im Hamburger Hafen steht.
Weiter gibt es auch Gruppen und Unternehmen wie die „International Port Management“ (IPM) oder die „DHI Group“, die unterstützend beauftragt werden können und ihre eigene Softwarelösung im Hafen anwenden und somit zu einer Verbesserung des Ablaufes im Hafen beitragen.